# Misumena oblonga
Espèce
Misumena oblonga est une espèce d'araignées aranéomorphes de la famille des Thomisidae.

## Distribution
Cette espèce se rencontre au Pakistan au Pendjab vers Murree et en Inde au Jammu-et-Cachemire dans la vallée du Sind.

## Publication originale
- O. Pickard-Cambridge, 1885 : Araneida. Scientific results of the second Yarkand mission. Calcutta, p. 1-115 (texte intégral).